# Parashurama

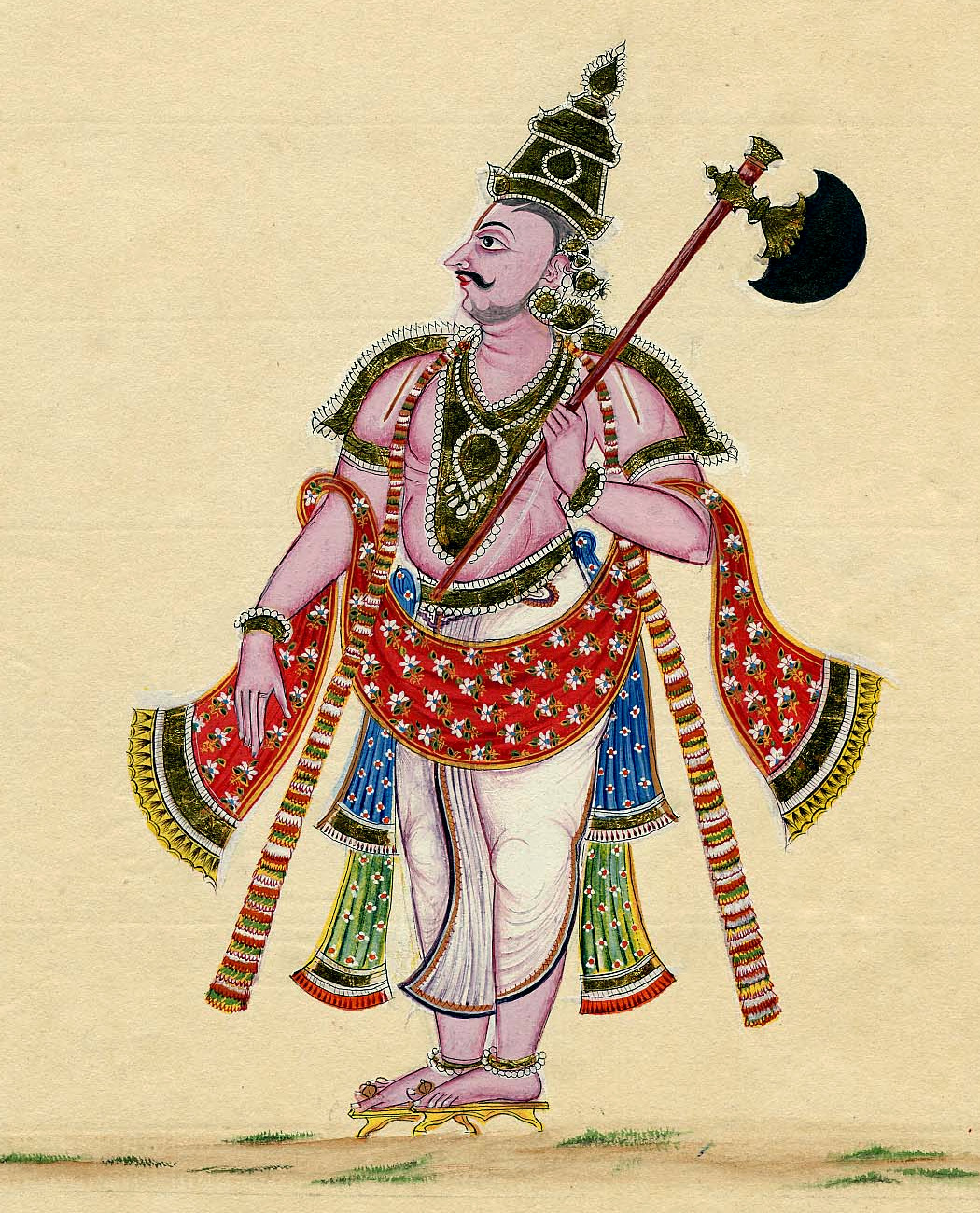
Parashúrama con corona, dos brazos y sandalias. Sobre su hombro izquierdo carga el arma que lo identifica: el hacha. Acuarela, h. 1820, actualmente en el Museo Británico.

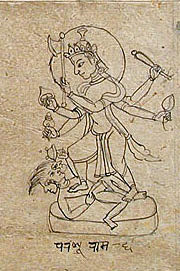
Parashúrama mata a un guerrero chatría. Debajo está escrito paraśu rāma en letra devánagari.

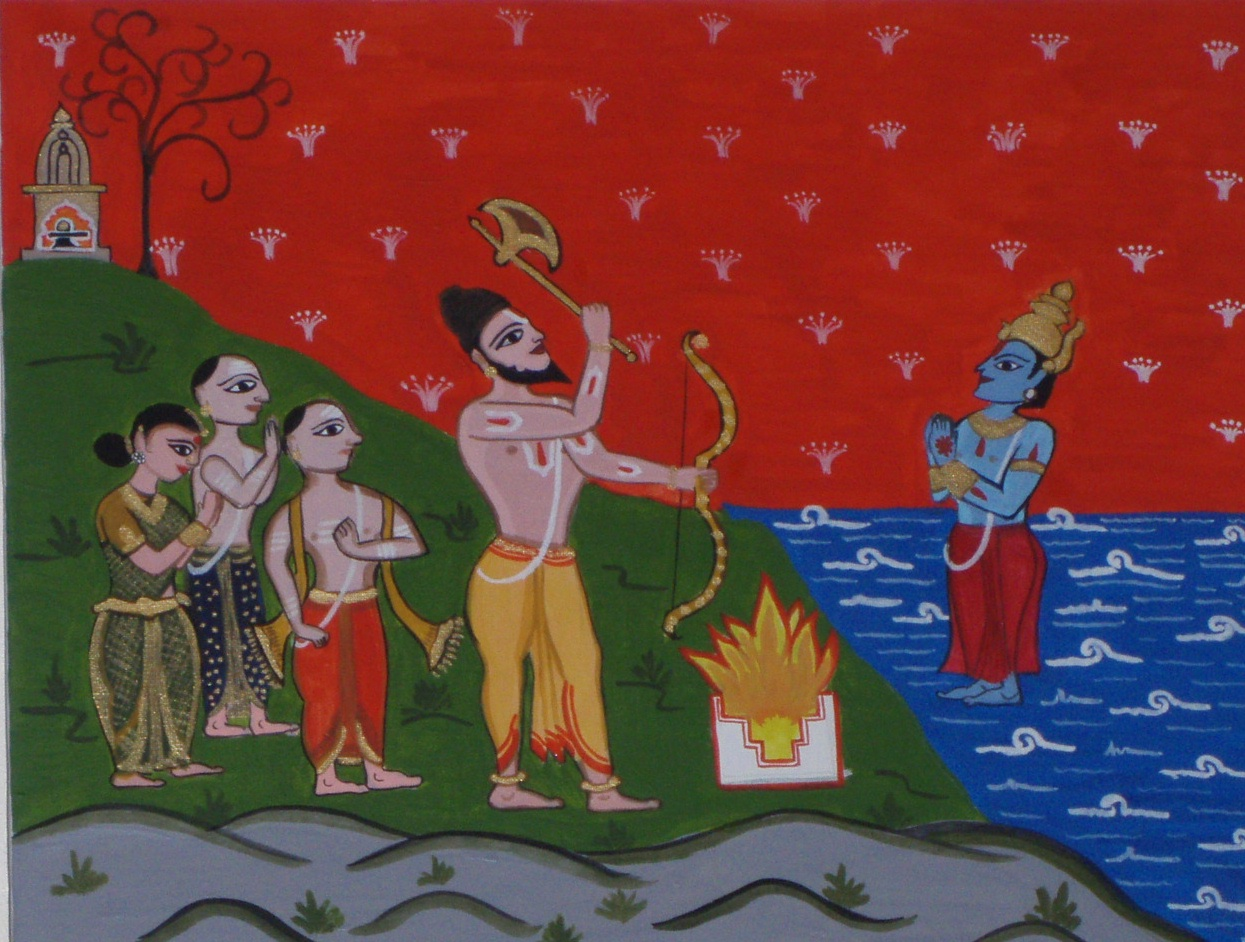
Parashúrama le pide a Varuna (el dios del mar, de color azul) que haga surgir la tierra de Kerala para regalársela a los bráhmanas.

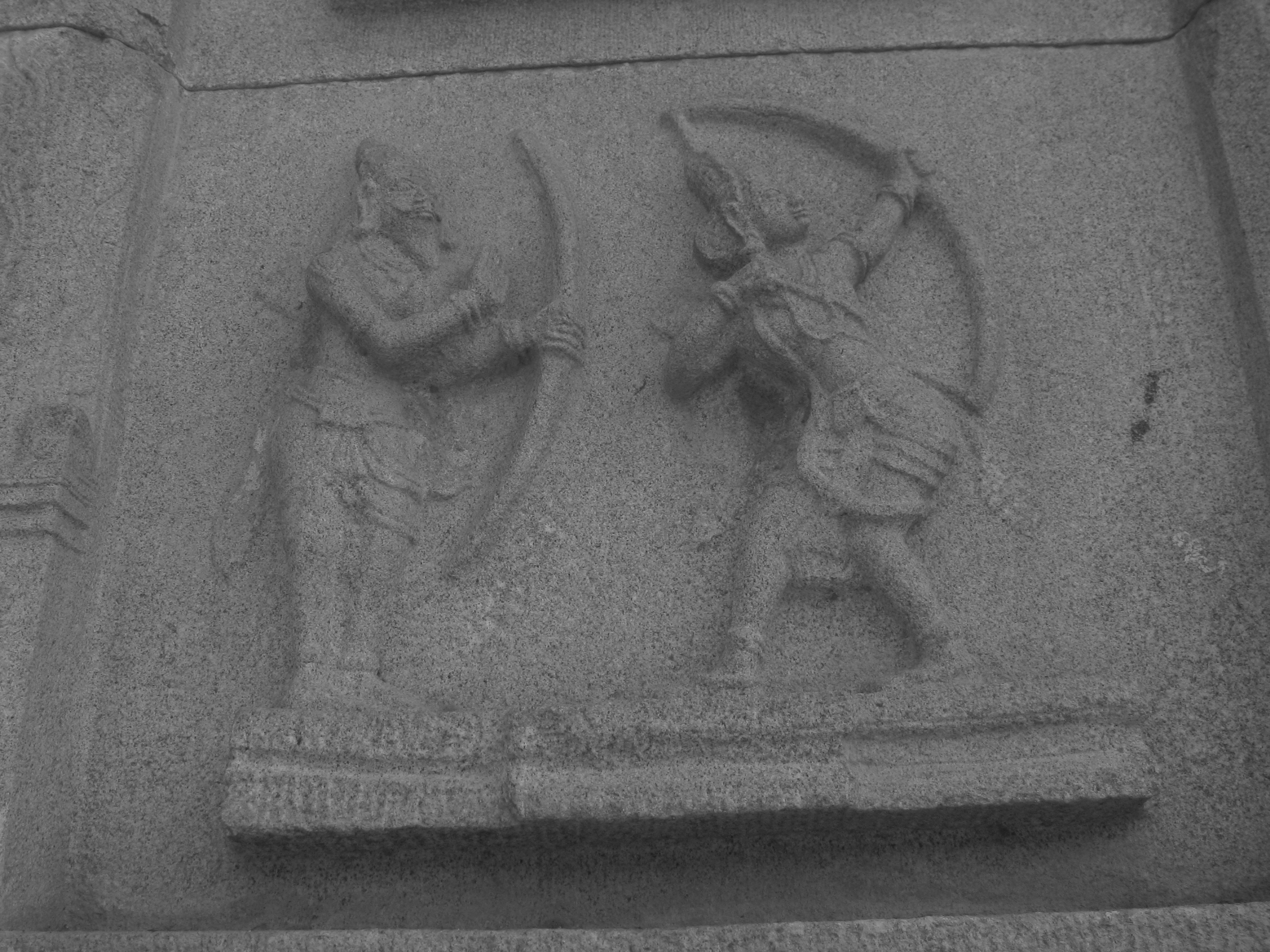
El dios hachero Parashúrama y el dios arquero Rama.

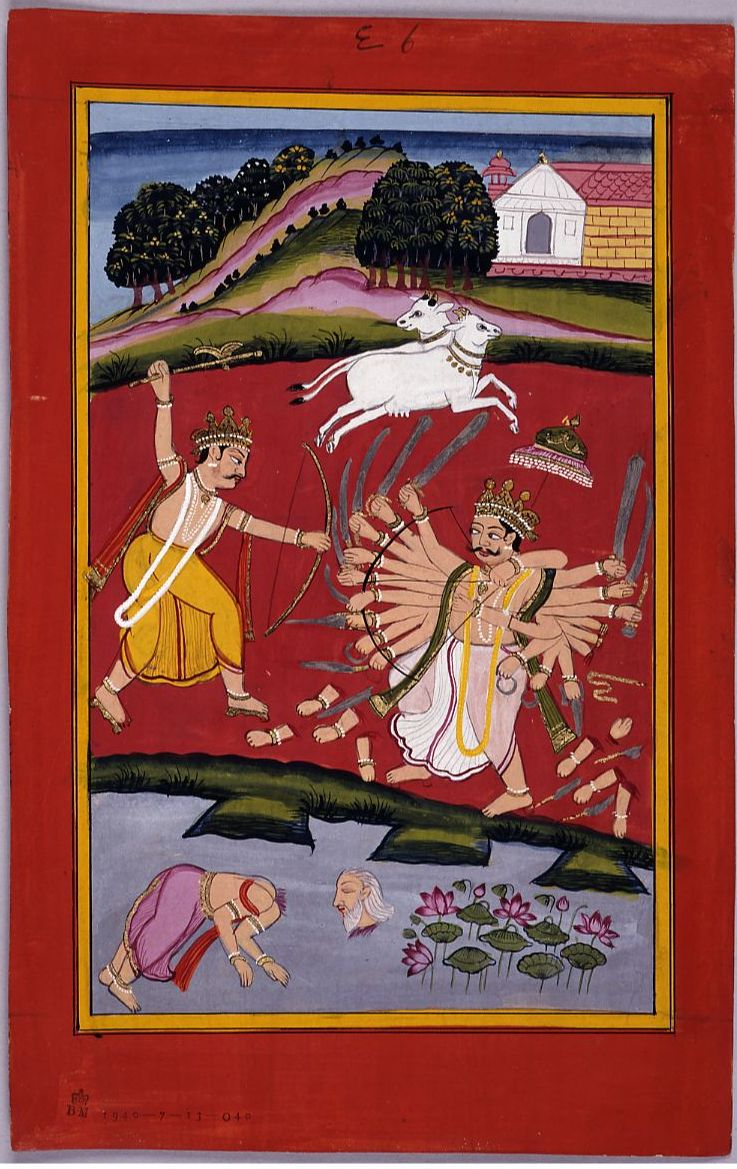
Parashúrama mata al poderoso rey Áryuna Kartaviriá, de mil brazos.

En el marco del hinduismo, Parashúrama es el sexto avatar del dios Visnú (de acuerdo con el Garuda-purana) o el decimosexto (según el Bhágavata-purana [siglo X d. C.]).
Según las Escrituras védicas (como el Bhágavata-purana) vivió en la época llamada treta yuga (‘segunda era’, hace más de un millón de años), y era el hijo del sabio Yamád Agni y su esposa Renuka.
En escritura devanagari su nombre se escribe परशुराम भार्गव, paraśu rāma bhārgava, que en idioma sánscrito, significa ‘Rāma con hacha, descendiente de Bhrigu’, siendo parashú: ‘hacha’, rāma: ‘placer, el que da placer (un nombre de uno de los dioses más importantes de la India: el rey Rāma) y bhārgavá: ‘descendiente de [el sabio] Bhrigu’.
En la lista de los diez avatares principales del dios Vishnú, presentada en el Dasha avatara stotra (‘diez encarnaciones poema’) de Yaiadeva Goswami, Parashúram sería el sexto avatara, precedido por Vamaná (el avatar enano) y sucedido por Rāma (‘placer’, el avatar rey).

## Mito
El sabio YamádAgni y su piadosa esposa Renúkā vivían en su ashram cerca del río Ganges (según el Bhágavata-purana 9.16.2) o en la colina Yelama Gudda, a orillas del río Malaprabha (según la creencia popular actual).
Renuka se vestía con follaje (lo cual podría sugerir la extrema antigüedad del mito). Era la diosa a cargo de la dirección de los elementos climáticos, pero solo mientras su corazón permaneciera puro.
En esa época el agua se podía extraer de los ríos y lagunas en forma sólida. (Quizá este sea uno de los pocos mitos que sobreviven de la Era de hielo, que terminó hace unos 10 000 años; los mitos se generaron después desde el diluvio universal, que probablemente está relacionado con los Grandes Deshielos posteriores a la glaciación. O quizá simplemente esta historia sucedió en las nieves eternas de los Himalayas).
Un día, al sacar trozos de agua congelada del río, Renuka vio revolotear sobre su cabeza varias figuras. Según las Escrituras sagradas hindúes vio a Chitra Ratha, el rey de los gandarvas (músicos celestiales), vestido sólo con una guirnalda de flores, copulando en el agua con sus apsaras (consortes de los gandarvas), de cuya hermosura se enamoró.
Al entrar el deseo en su corazón, este dejó de ser puro, por lo que el agua se licuó, y desde ese día ya nunca más se pudo extraer, salvo utilizando cántaros de arcilla. Por eso los parias, que le rinden un culto especial, bailan ante su imagen sosteniendo cántaros de agua sobre la cabeza, adornados con follaje.
El santo Yamádagni, al percatarse de que su esposa para sacar el agua ahora necesitaba vasijas, cayó en la cuenta de la falta cometida y ordenó a sus hijos que le cortaran la cabeza: «Jnata-enam putrakáj papam» (‘¡maten-a-esa, hijos: pecadora!’). Todos se negaron. Entonces le pidió a su hijo menor, Rāma, que les cortara la cabeza a sus desobedientes hermanos y a su mentalmente adúltera madre. Rāma tomó su hacha y los decapitó. Fue conocido entonces como Paraśu Rāma, ‘el Rāma del hacha’ (Es distinto del rey-dios Rama, que nacería muchos años después).
Tras la decapitación, su hijo Paraśurāma (que era una encarnación del dios Vishnú, aunque ni él mismo lo sabía) dio tales muestras de dolor que el padre abandonó su ira y le ofreció una bendición a su obediente hijo. Paraśurāma pidió que resucitara a Renuka y a todos sus hermanos, y que hiciera que no recordaran que él los había matado. El sabio, en virtud de sus poderes místicos, pidió entonces al dios Vishnú que descendiera y resucitara a Renuka. Vishnú le dijo al joven Parashúrama que uniera la cabeza al tronco. Pero el joven Rāma lo hizo con tal azoramiento que unió la cabeza de su madre al cuerpo de un paria (que Yamádagni también había mandado decapitar por sus infamias).
Por este error Renuka quedó con todas sus virtudes de diosa, pero unidas a todos los vicios del hombre de bajo nacimiento. Por sus impurezas la arrojó Yamádagni de su lado. Ya abandonada, se entregó a toda clase de crueldades típicas de la mujer cuando no es custodiada por su padre, por su esposo o por su hijo. Entonces su hijo, para hacerla respetable, consiguió que los dioses le concedieran el don de curar la viruela.
Tiempo después, el orgulloso rey Kartavīria Áryuna (de mil brazos) mató a Yamádagni para robarle la vaca celestial Kama Dhenu (Surabhí).
Aunque YamádAgní fue resucitado, su esposa tuvo que sufrir la viudez durante cuatro días.

### Venganza
Parashurāma se enojó tanto con los chatrías (la casta de los reyes), que realizó intensísimas austeridades para agradar al dios Shivá y así poder matarlos a todos. Finalmente, tras sobrevivir, recibió un hacha de Sivá, de quien aprendió los métodos de la guerra y otras habilidades.
Durante años se dedicó a matar a todos los militares de la India, uno por uno. Según las Escrituras, mató 24 generaciones de chatrías.